# Geodena inferma
Geodena inferma là một loài bướm đêm trong họ Geometridae.